# Powódź w Europie (2009)

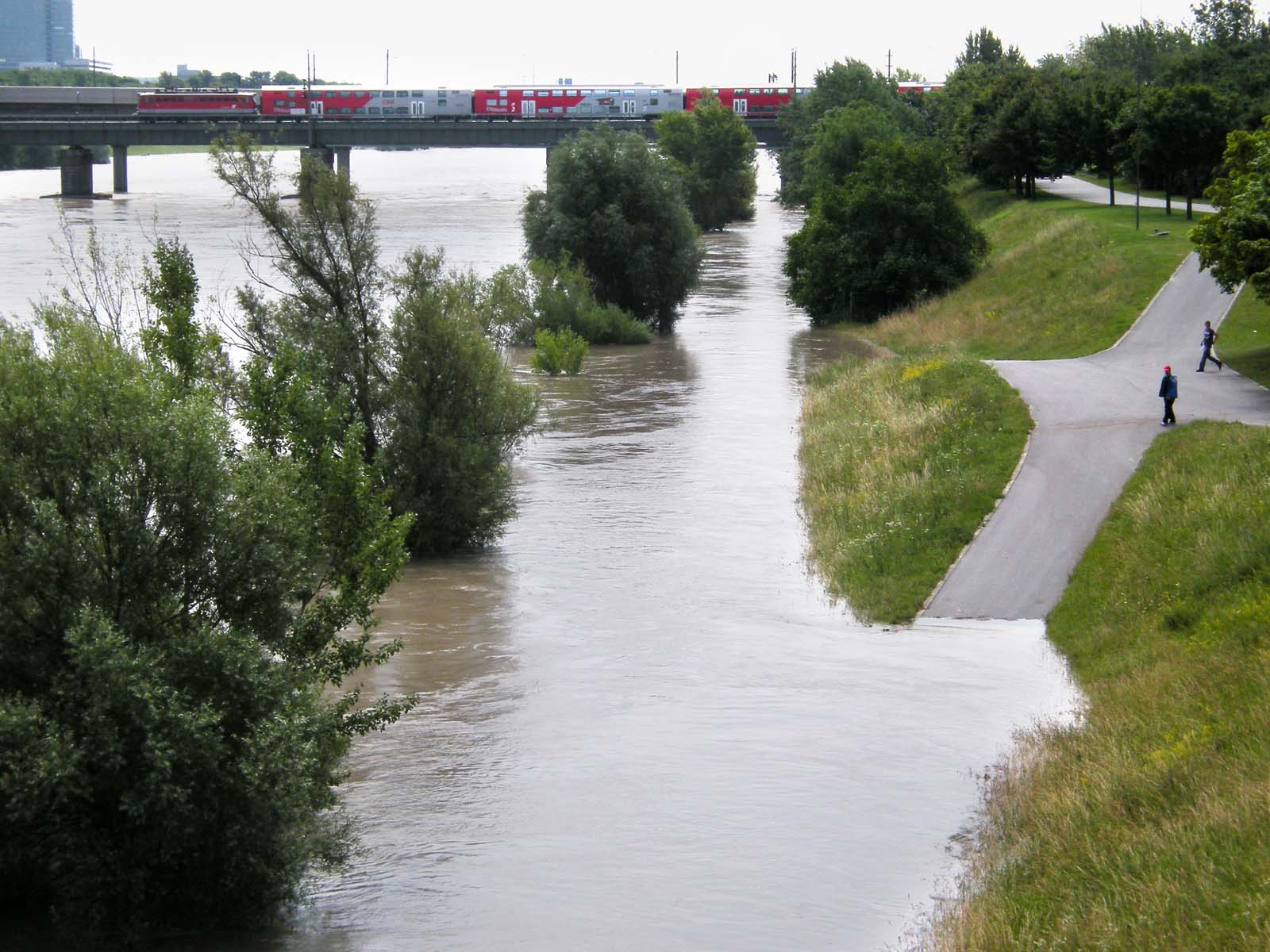
Wysoki poziom wody na Dunaju, Wiedeń 25 czerwca 2009

Powódź w Europie w 2009 roku wystąpiła pod koniec czerwca w krajach Europy Środkowej: w Czechach, na Słowacji, w Polsce, Austrii, na Węgrzech oraz w Niemczech. W wyniku powodzi zginęło 14 osób – 12 w Czechach, jedna w Polsce i jedna w Austrii.

## Powódź w krajach Europy Środkowej

### Austria
W Austrii powódź szczególnie dotknęła Wiedeń oraz Górną i Dolną Austrię. W Wiedniu w wyniku intensywnych opadów woda wdarła się do magazynów muzeum Albertina, gdzie przechowywano dzieła Albrechta Dürera, Pablo Picassa, Gustava Klimta.
W Górnej Austrii powódź uszkodziła około 150 domów i zalała 600 ha pól uprawnych. W Steinbach an der Steyr woda zalała ujęcie wody.
W Dolnej Austrii największe szkody woda wyrządziła w rejonie miast Scheibbs, Melk i Krems an der Donau.

### Czechy
Pierwsza potężna fala ulew przeszła nad Morawami i czeskim Śląskiem 22 czerwca. W wyniku ulew setki domów pozostało bez dostaw prądu i gazu. Zalanych zostało kilka tysięcy gospodarstw. Fala powodziowa zniszczyła mosty, a także zablokowała liczne arterie drogowe oraz linie kolejowe. Wraz z opadami występowały silne wyładowania atmosferyczne, które powalały drzewa na ulice. Straty materialne sięgały setek milionów koron. Do 26 czerwca na rzecz powodzian przeznaczono 170 mln koron, a rząd Jana Fischera powołał sztab kryzysowy. W pracach przy usuwaniu szkód brało udział 1000 czeskich żołnierzy.
25 czerwca miejscowości Vetrna na rzece Wełtawie przewróciła się łódź, w wyniku czego jedna osoba zginęła. Łącznie w Czechach i na Morawach zginęło 12 osób. W nocy z dnia 25 na 26 czerwca w okolicach Ostrawy wody rzeki Odry osiągnęły punkt kulminacyjny. Największych zniszczeń doznały miejscowości w okolicach Nowego Jiczyna i Hranic.
Powódź z czerwca 2009 roku jest trzecią najtragiczniejszą powodzią w historii Czech. Niektóre czeskie media uważają, że jest ona gorsza od tak zwanej powodzi tysiąclecia z 1997 roku.

### Polska

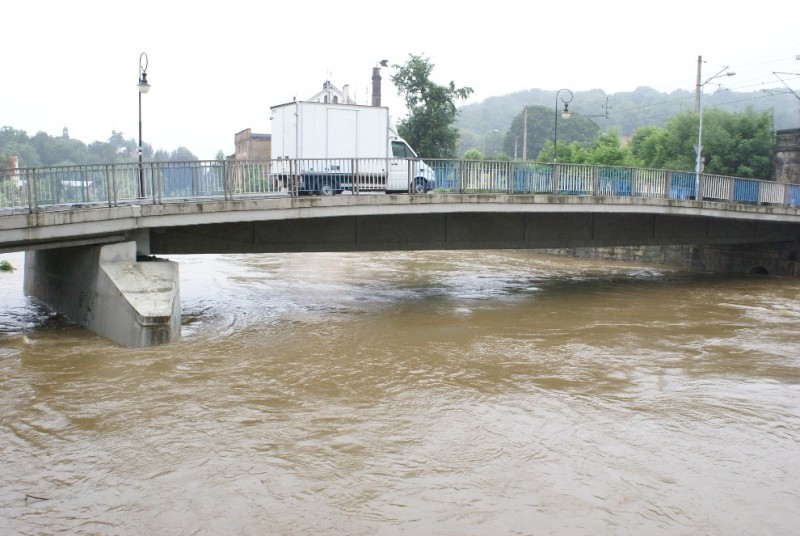
Kłodzko

W Polsce nawałnica rozpoczęła się w tym samym czasie co w Czechach. Najgorsza sytuacja panowała na południu kraju. Na Podkarpaciu 22 czerwca niektóre rzeki przybierały nawet 3 metry na dobę. Wezbrane rzeki zalewały miasta i wsie. W mieście Ropczyce wylała rzeka Wielopolka, która zalała miasto, płynąc ulicami na wysokości około 1,5 metra. W nurcie rzeki 25 czerwca zginęła jedna osoba. Z miasta ewakuowano 660 mieszkańców. Na Dolnym Śląsku rzeki także przekroczyły stan alarmowy. We Wrocławiu silne opady spowodowały poważne problemy komunikacyjne. W województwie podlaskim ok. 8 tys. osób zostało odciętych od dostaw prądu. Oprócz intensywnych opadów deszczu oraz gradu przez Polskę przechodziły trąby powietrzne.
Intensywne opady 26 czerwca 2009 w okolicach Lądka-Zdroju doprowadziły do wylania Białej Lądeckiej, która zalała wsie w okolicy Kłodzka. Również potok Świdna, spływający ze wschodnich zboczy Gór Złotych, wywołała bardzo duże zniszczenia w Czechach, a w Polsce w Dziewiętlicach.
Prezydent oraz rząd zadeklarowali pomoc powodzianom. Grzegorz Schetyna, szef MSWiA, odwiedzając 26 czerwca zalane Ropczyce, obiecał zasiłki dla powodzian. Kancelaria Prezydenta przekazała na usuwanie skutków żywiołu w Ropczycach 100 tys. zł.

### Słowacja
W Bratysławie, stolicy Słowacji, Dunaj zalewał nabrzeże.

### Węgry
Fala powodziowa zalewała północne tereny Węgier – zalany był cały rejon na południe od miasta Győr. Na Węgrzech zawieszono ruch pociągów. W Budapeszcie ogłoszono pierwszy stopień zagrożenia powodziowego.